# OpenPegasus
OpenPegasus  est une implémentation Open source de la technologie WBEM. Ce projet est financé et sponsorisé par le Open Group. Il est distribué sous la licence logicielle MIT.

## Architecture
Il contient plusieurs composants:
- Un serveur CIM (Common Information Model), gérant des objets CIM, et répondant à des requêtes en WBEM Query Language (WQL) sur ces objets. On appelle aussi ce type de serveur, un CIMOM (CIM object manager)[2],[3].
- Des providers, modules logiciels capables de gérer des objets d'une classe CIM décrite par le CIM Schema.

## Plateformes
Il fonctionne sur plusieurs systèmes d'exploitation:
- Microsoft Windows[4]
- Linux, où il fait aussi partie des distributions Fedora (GNU/Linux) et Red Hat Enterprise Linux, en tant que composant de la suite logicielle OpenLMI
- Sous OpenVMS, OpenPegasus est à la base du logiciel WBEM Services for OpenVMS[5]
- Diverses versions d'Unix[6]
- IBM z/OS[7]